# Soilu
Soilu eller Soilujärvi är en sjö i Finland. Den ligger i kommunen Kuusamo i landskapet Norra Österbotten, i den nordöstra delen av landet, 700 km norr om huvudstaden Helsingfors. Soilu ligger 264,9 meter över havet. Den är 28,63 meter djup. Arean är 2,14 kvadratkilometer och strandlinjen är 24,89 kilometer lång. Sjön  ingår i Ijo älvs huvudavrinningsområde. 